# Skilleart
Skilleart eller differentialart er et begreb, der bruges i plantesociologien og geobotanikken. Skillearter er plantearter, som findes i flere plantesamfund, eller som kan mangle i nogle af dem. Samfund er kendetegnet ved deres karakterarter, og når skillearter findes eller mangler, kan det bruges til at inddele samfundene i varianter. Denne underinddeling ved hjælp af skillearter kan foretages på alle taxonomiske niveau'er, f.eks. for at underinddele planteforbund i underforbund.